# Ballade (Gedicht)
Als Ballade wird seit dem 18. Jahrhundert in der deutschsprachigen Literatur ein mehrstrophiges erzählendes Gedicht bezeichnet. Das Wort entstammt der okzitanischen Sprache der mittelalterlichen südfranzösischen Trobadordichtung. Es bezeichnete ursprünglich eine Gattung des Tanzliedes.

## Okzitanisch

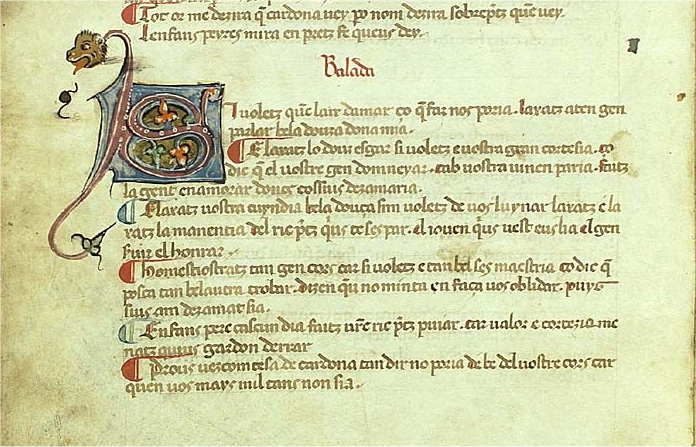
Cerverí de Girona, Balada – Si voletz que•m laix d’amar (PC 434a,65), Cançoner Gil (Biblioteca de Catalunya, MS 146), f. 34v, 14. Jh.

Aus okzitanisch balar („tanzen, Reigen tanzen“, von lat. ballare „tanzen“, griech. ballein „werfen, bewegen, sich bewegen“) entstand balada (seit ca. 1200) als Wort für „Tanz“ und Gattungsbezeichnung für ein Tanzlied, neben dem auch die eng verwandte Gattung dansa existiert.
Es sind vier okzitanische Lieder erhalten, die im Liedtext als balada oder mit der Verkleinerungsform baladeta ausgewiesen sind, und zwei weitere, bei denen das Wort in den Handschriften als Titulus des einzelnen Liedes erscheint, was bei zwei Liedern der ersten Gruppe auch zusätzlich zur textlichen Erwähnung des Wortes der Fall ist. Insgesamt handelt es sich um folgende Stücke (Zählung nach Pillet-Carstens, Strophenschema jeweils ohne Refrain wiedergegeben):
- Mort m’an li semblan  (PC 461,166)
  - Refrain: 10A 10A
  - Strophen: I–III 10a 10a 10a 10a
  - Tornada: IV 10a 10a
  - Gruppierung der Strophen: coblas unisonnantz
- D’amor m’estera ben e gent (PC 461,73)
  - Refrain: 8A 8A
  - Strophen: I–VI 8b 8b 8a
  - Tornada: Str. VI
  - Gruppierung: coblas unisonnantz
- Coindeta sui (PC 461,69)
  - Refrain: 10A’ 10A’
  - Strophen: I–II 10b’ 10b’ 10b’ 10a', III–V 10d’ 10d’ 10d’ 10a’
  - Tornada: Str. V
  - Gruppierung: coblas doblas (I–II, III–IV; coblas ternas III–V)
- Si voletz que•m laix d’amar (PC 434a,65, Cerverí de Girona)
  - Refrain: 7A 7B’ 7A 7B’
  - Strophen: I/III 7a 7b’ 7a 7b’ 7a 7b', II 7b’ 7a 7b’ 7a 7b’ 7a
  - Tornada: IV 7b’ 7a 7b’ 7a, V 7a 7b’ 7a 7b’
  - Gruppierung: coblas retrogradadas
- Quant lo gilos (PC 461,201)
  - Refrain: 7A’ 3B 5B
  - Strophen: I 6c’ 6c’ 6c’ 3b 5b, II 6d’ 6d’ 6d’ 3b 5b, III 6e' 6e' 6e' 3b 5b
  - Tornada: keine (vgl. aber Str. I)
  - Gruppierung: coblas singulars
- Lo fi cor qu’ie•us ai (PC 244,4, Guiraut d'Espanha)
  - Verstyp: 5 + 5 gebrochene Zehnsilbler mit unregelmäßig untereinander gereimten Anversen
  - Refrain: A’ A’
  - Strophe: I 10b’ 10b’ 10b’ 10a', II: 10b’ 10b’ 10b’ 10a'?, III: 10c’ 10c’ 10c’ 10a’
  - Tornada (nur formal): IV 10d’ 10d’ 10a', V 10c’ 10a’
  - Gruppierung: –

Die balada ist keine festgelegte metrische Form, sondern variiert in den erhaltenen Liedern innerhalb bestimmter Grenzen. Sie erscheint jeweils als mehrstrophiges Lied, mit drei bis sechs Strophen. Die Strophen sind metrisch gleichgebaut (Isostrophie), mit Ausnahme von Si voletz, wo jede Strophe das Schema der vorhergehenden umkehrt (coblas retrogradadas). Die Strophen sind isometrisch (ohne Wechsel der Verslänge innerhalb der Strophe), mit Ausnahme von Quant lo gilos, wo die Reimpartner des Refrains Kurzverse sind. Der Umfang der Strophen ohne Zählung des Refrains beträgt drei bis sechs Verse, als Verstyp dominiert der Zehnsilbler (drei Lieder), neben dem Sechs-, Sieben- oder Achtsilbler (jeweils nur einmal). In der Strophengruppierung gemäß der Reimfüllung handelt es sich in zwei Fällen um coblas unisonnantz (alle Strophen klingen gleich), in je einem um coblas doblas (je zwei Strophen klingen gleich) oder coblas singulars (jede Strophe mit neuen Reimklängen), während im Fall von Si voletz die coblas retrogradads nur tendenziell auch als alternierende coblas doblas deutbar sind und in Lo fi cor überhaupt keine regelhafte Gruppierung vorliegt.
Wichtigstes Formmerkmal der balada ist ein mehrzeiliger Refrain (respos, refranh). Dieser ist meist zweizeilig, aber in zwei Fällen auch drei- bzw. vierzeilig. Seine genaue Verwendungsweise ist aufgrund der in den Handschriften meist nur abkürzenden Notation wiederkehrender Refrainverse nicht ganz sicher zu erschließen und wurde darum in der Forschung unterschiedlich gedeutet. Der Refrain steht jeweils am Anfang und in der Regel (zweifelhaft: Si voletz) erneut am Ende der Strophe und wird auch innerhalb der Strophe wiederholt: hat die Strophe ohne den Refrain drei Verse, so wird der Refrain nach dem ersten Vers wiederholt; hat sie mehr als drei Verse, so wird er nach dem ersten und nach dem zweiten Vers wiederholt. Nicht ganz sicher ist, ob dabei innerhalb der Strophe jeweils der vollständige Refrain (Karl Bartsch) oder nur der erste Refrainvers (Alfred Jeanroy) zu wiederholen ist. Letzteres wird heute meist angenommen, so dass sich bei einer dreiversigen Strophe das Schema [AAbAbbAA], bei einer vierversigen das Schema [AAbAbAbbAA] ergibt, Beispielstrophe:
| Coindeta sui, si cum n’ai greu cossire    | Ich bin hübsch, und doch habe ich großen Kummer                        |
| Per mon marit, qar ne•l voil ne•l desire. | wegen meines Ehemannes, denn ich will ihn nicht und begehre ihn nicht. |
| Q’eu be•us dirai per qe son aisi drusa:   | Und ich will euch gern sagen, warum ich so sehnsuchtsvoll bin:         |
| Coindeta sui, si cum n’ai greu cossire,   | Ich bin hübsch, und doch habe ich großen Kummer,                       |
| Quar pauca son, iuvenete e tosa,          | Weil ich klein bin, ein junges Ding und Mädchen.                       |
| Coindeta sui, si cum n’ai greu cossire,   | Ich bin hübsch, und doch habe ich großen Kummer,                       |
| E degr’aver marit dunt fos ioiosa,        | und hätte eigentlich einen Ehemann verdient, der mich erfreut          |
| Ab cui totz temps poguez iogar e rire,    | Und mit dem ich allezeit scherzen und lachen kann.                     |
| Coindeta sui, si cum n’ai greu cossire    | Ich bin hübsch, und doch habe ich großen Kummer                        |
| Per mon marit, qar ne•l voil ne•l desire. | wegen meines Ehemannes, denn ich will ihn nicht und begehre ihn nicht. |

Eine Ausnahme von dieser Regel bietet erneut Si voletz, wo dem Prinzip der coblas retrogradadas auch der Refrain durch Umkehrung seines Reimgeschlechts untergeordnet ist, indem dort nicht regelmäßig der erste Refrainvers, sondern in der ersten Strophe einmal der erste und dann der zweite, in der zweiten Strophe zuerst der vierte und dann der dritte Refrainvers wiederholt wird, während die dritte Strophe sich wieder dem Prinzip der ersten anschließt:
- 17A 27B’ 37A 47B’ 7a 17A 7b’ 27B’ 7a 7b’ 7a 7b’ 17A 27B’ 37A 47B’ (I/III)
- 17A 27B’ 37A 47B’ 7b’ 47B’ 7a 37A 7b’ 7a 7b’ 7a 17A 27B’ 37A 47B’ (II)

In zwei Fällen sind den Liedern jeweils eine bzw. zwei Kurzstrophen als Geleitstrophe (tornada) nachgestellt, in den übrigen mit Ausnahme von Quant lo gilos erfüllen jeweils eine oder zwei normale Strophen am Schluss die inhaltliche Funktion einer Geleitstrophe, indem sie sich thematisch auf das Lied selbst beziehen, während in Quant lo gilos bereits die der Überlieferung zufolge erste von drei Strophen mit einer Ansprache an das Lied beginnt. Inhaltlich und stilistisch reicht die Bandbreite vom (vorherrschend) Volkstümlichen bis zum mindestens tendenziell Höfischen, wie es sich auch in der Verwendung der eher für das höfische Repertoire charakteristischen Geleitstrophen andeutet.

## Französisch
In der nordfranzösischen Dichtung der Trouvères erscheint bal(l)ade seit dem 12. Jh. (seit ca. 1127) zunächst als Bezeichnung für Tanzlieder, die der Form nach anderen Gattungen wie dem Virelai angehören. Erst seit dem frühen 14. Jahrhundert bildet sich unter Ablösung vom ursprünglichen Tanzliedcharakter, aber zunächst noch unter Beibehaltung des musikalischen, vertonten Liedtyps eine spezifische neue Form der Ballade heraus, die dann auch die Kanzone als Hauptgattung der Liebesdichtung ablöst, aber nicht auf das Thema der Liebe inhaltlich festgelegt bleibt, sondern ein weites Spektrum von Themen abdecken kann.
Diese spätmittelalterliche Ballade besteht aus mehreren, meist drei oder seltener vier gleichgebauten und auch in den Reimklängen gleichbleibenden (durchgereimten) Strophen, die anfangs noch heterometrisch (mit Versen ungleicher Silbenzahl) und dann regelmäßig isometrisch (mit Versen gleicher Silbenzahl) gebaut werden. Seit dem 15. Jahrhundert handelt es sich hierbei regelmäßig entweder um Acht- oder um Zehnsilbler, und die Anzahl der Verse (einschließlich Refrain) pro Strophe entspricht jeweils der Anzahl der Silben pro Vers. Auch für die nordfranzösische Ballade ist der Refrain obligatorisch, der jedoch nur einzeilig ist und nur im Schlussvers der Strophe und nicht zu Beginn der Strophe oder im Stropheninnern wiederholt wird. Das übliche Reimschema für die achtzeilige Strophe ist [ababbcbC] und für die zehnzeilige Strophe [ababbccdcD].
Abgeschlossen wird die Ballade üblicherweise, seit dem ausgehenden 14. Jh. nahezu regelmäßig, durch eine Geleitstrophe (Envoi). Dabei handelt es sich um eine Kurzstrophe, die das Reimschema der zweiten Strophenhälfte einschließlich des Refrains wiederholt (also [bcbC] bzw. [ccdcD]), und die mit der Anrede „Prince“ beginnt, gerichtet an den Vorsitzenden des puy (von lat. podium, „Sängerzunft“) oder einen hochgestellten Empfänger des Liedes, oder auch abgewandelt als Anrede an die Geliebte („Dame“) oder (so bei François Villon) an die Jungfrau Maria. Die Bindung an die musikalische Komposition geht im Verlauf des 15. Jahrhunderts verloren, aber auch die Balladen dieser Zeit bleiben zum gesprochenen Vortrag und nicht zur stummen Lektüre bestimmt.

## Deutsch
In der deutschen Literatur ab dem späten 18. Jahrhundert versteht man unter „Ballade“ ein mehrstrophiges erzählendes Gedicht (mit Versen, Strophen, Reimen und Metrum), das häufig mittelalterlich-märchenhafte, antike oder zeitgenössische Stoffe aufgreift und dessen Handlung mit einer Pointe endet. Es gibt keine Thematik, die spezifisch „balladisch“ ist. Balladen können den dargestellten Gegenstand ernsthaft, humoristisch oder ironisch behandeln. Lange prägend für den Gattungsbegriff war das Werk Geschichte der deutschen Ballade von Wolfgang Kayser, das erstmals 1936 erschienen ist. Seine ideologisch gefärbte Definition wird heute in Frage gestellt. Literaturwissenschaftlich betrachtet vereint die Ballade Merkmale der Gattungen Dramatik, Epik und Lyrik. Man unterscheidet Kunstballade und Volksballade.
Bekannte Balladen sind unter anderem Goethes Zauberlehrling, Erlkönig und Der Totentanz, Schillers Bürgschaft und Der Handschuh; außerdem Clemens Brentano (Lore Lay), Ludwig Uhland (Des Sängers Fluch, Schwäbische Kunde), Annette von Droste-Hülshoff (Der Knabe im Moor, Der Schlosself), Conrad Ferdinand Meyer (Die Füße im Feuer), Theodor Fontane (Die Brück’ am Tay, John Maynard), Johann Gabriel Seidl (Die Uhr). Eine der bekanntesten Sammlungen von Balladen ist der Romanzero von Heinrich Heine; zu seiner Zeit war „Romanze“ gleichbedeutend mit „Ballade“.
Balladen erzählen in knapper und konzentrierter Form eine Geschichte, die szenisch dargeboten wird: Häufig treten in einer Ballade mehrere Sprecher auf; Teile der Handlung werden dialogisch in wörtlicher Rede wiedergegeben.
Historisch wird zwischen den vor allem im 15./16. Jahrhundert verbreiteten Volksballaden und den späteren Kunstballaden unterschieden. Die Verfasser der einfachen Balladen waren in der Regel unbekannt. Ab dem 18. Jahrhundert widmeten sich dann namhafte Schriftsteller der Balladendichtung.
Man kann nach dem thematischen Schwerpunkt naturmagische Balladen, historische Balladen, Heldenballaden und sozialkritische Balladen unterscheiden. Die naturmagische Ballade entstammt der Goethezeit; sie wurde wesentlich durch Goethe selbst und seine Balladen „Der Fischer“ (1778) und „Erlkönig“ (1782) begründet. Auch in der Deutschen Romantik entstanden zahlreiche Balladen, die Naturgewalten und Übersinnliches thematisieren.
Naturmagische Balladen handeln von Menschen in einem Konflikt mit Naturgewalten und übernatürlichen Mächten. Dabei verkörpern die Natur- und Fabelwesen in den Gedichten zugleich Faszination und Bedrohung: Der Mensch wird von ihren Kräften angezogen und herausgefordert.
Die Welt der Fantasie- und Fabelwesen erscheint in den Gedichten des Sturm und Drang und der Romantik nicht als positive Gegenwelt zur Realität. Es geht in den Gedichten nicht um eine Flucht in eine Fantasiewelt; vielmehr wird die Verführung des Menschen durch die Märchen- und Fabelwesen als eine gefährliche Verlockung dargestellt, bei der Kontrollverlust, Wahnsinn, Untergang oder Tod drohen.
Die Begegnung zwischen Mensch und Fabelwesen hat in einigen Balladen erotische Konnotationen: Die Fabelwesen sind meist schöne und verführerische Frauen, die einen Mann ins Verderben stürzen; im Erlkönig ist es ein Mann, der einem Knaben nachstellt.

## Ballade in der Musik des 19. und 20. Jahrhunderts

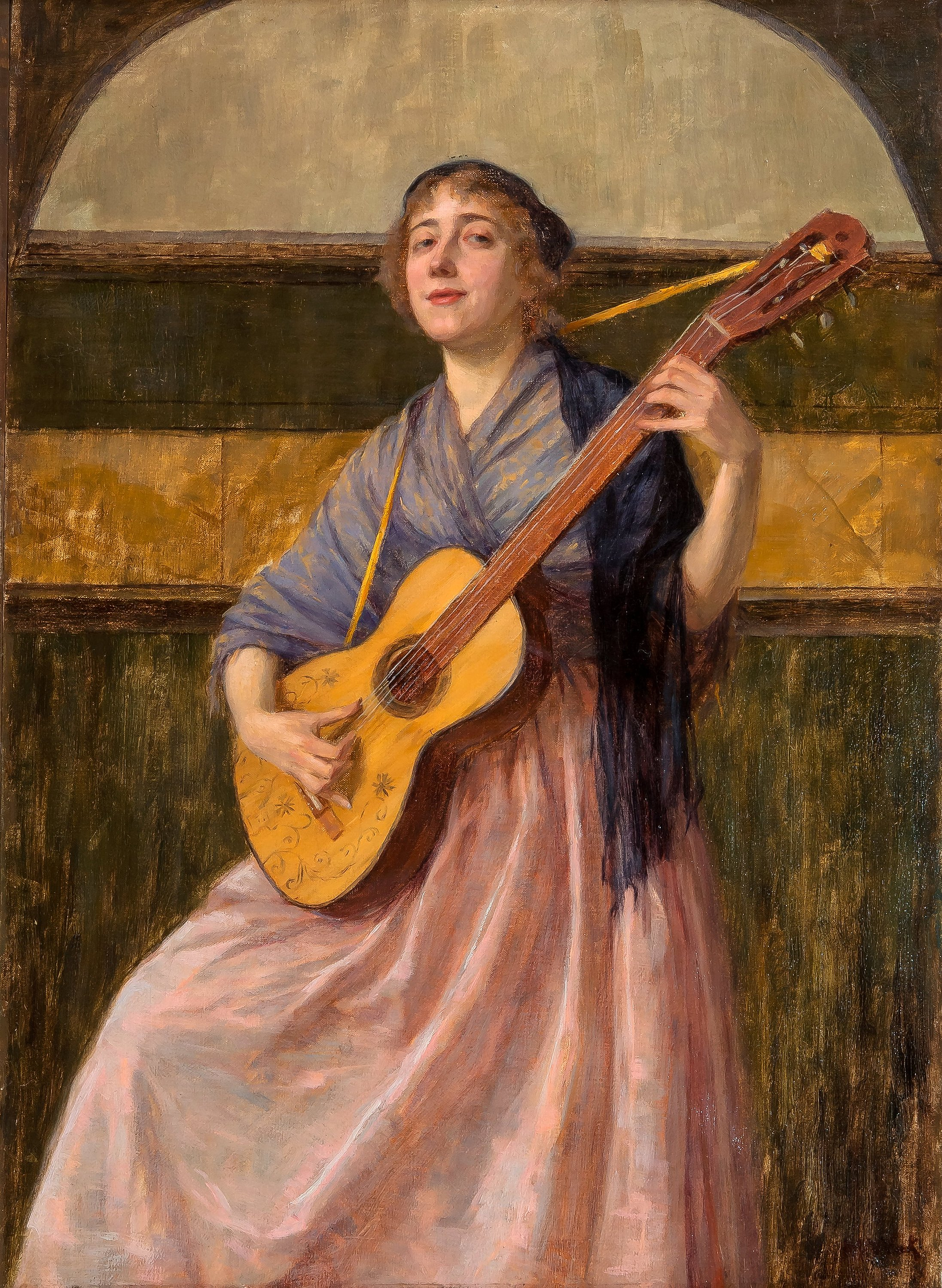
Maria Wiik: Ballade (1898)

In der Musik findet sich die Ballade zunächst im ganz oben dargestellten hochmittelalterlichen Tanzlied. Im 19. Jahrhundert wurden viele Balladen der Literatur vertont; die Ballade nimmt dabei opernhafte Effekte wie Rezitative oder Märsche auf; die Klavierbegleitung ist tonmalerisch und verwendet teilweise Leitmotive. Bekanntester Komponist war Carl Loewe, aber auch Schubert, der unter anderem auch die Ballade Erlkönig komponiert hatte, Schumann, Brahms und Hugo Wolf komponierten Balladen. Auch in der Oper finden sich Balladen, so in Wagners Fliegendem Holländer (Ballade der Senta), oder als Chorwerke (Schumann, Mendelssohn u. v. w.).
In der nichtvokalen Musik wurde der Titel zunächst vornehmlich für Klavierwerke in Anlehnung an literarische Vorbilder verwendet, so z. B. in den vier Balladen von Chopin (vermutlich nach Gedichten von Mickiewicz) und Johannes Brahms (Vier Balladen op. 10), später aber frei im Sinne eines Charakterstücks von Liszt, Brahms (späte Klavierstücke ab op. 76) oder Grieg. Siehe hierzu auch Ballade (Klaviermusik). Die bekannteste Orchesterballade ist L’apprenti sorcier (nach Goethe: Der Zauberlehrling) von Paul Dukas. Zur Ballade in der Unterhaltungsmusik ab dem 20. Jahrhundert siehe Ballade (Unterhaltungsmusik).

### Anthologien
- Hartmut Laufhütte (Hrsg.): Deutsche Balladen. Philipp Reclam jun., Stuttgart 1991, ISBN 3-15-008501-2
- Deutsche Balladen – Volks- und Kunstballaden, Bänkelsang, Moritaten, herausgegeben und mit einem Nachwort von Peter Treichler. Manesse Verlag, Zürich 1993, ISBN 3-7175-1840-2.